# Mike Ward
Pour les articles homonymes, voir Ward.
Michael John Ward dit Mike Ward, né le 14 septembre 1973 à Québec, est un humoriste, scénariste, animateur de télévision et podcasteur québécois.

## Biographie

### Études et début de carrière
Mike Ward commence des études supérieures en commerce à l'Université McGill, à Montréal. Il quitte l'université après le premier semestre, pour se lancer dans le stand-up. Ward s'inscrit alors à l'École nationale de l'humour et obtient son diplôme en 1995.

## Réalisations

### Galas et émissions humoristiques
Mike Ward se produit sur scène, et participe à plusieurs productions télévisuelles en tant qu'auteur, animateur, collaborateur et comédien. En 1995, il collabore à l'émission Besoin d'amour diffusée sur TQS. En 1998 et 1999, il participe à la série télévisée Piment fort sur les ondes de TVA. En 2002, il reçoit le prix Révélation du festival Juste pour rire pour le numéro À va revenir. En 2003, il devient porte-parole du Festival d'humour de l'Abitibi-Témiscamingue.
En début de carrière, il est l'auteur du numéro Ode à la femme ordinaire pour l'humoriste Patrick Huard. En 1996, il collabore à l'écriture du premier spectacle solo de Peter MacLeod : Le monde selon MacLeod et écrit pour Les Grandes Gueules à CKMF-FM 94,3. En 1999 et 2000, il participe à la rédaction des textes des Mecs comiques. Au cours de sa carrière, Ward écrit de plus en plus de numéros pour les humoristes Maxim Martin, Jean-Marc Parent et Anthony Kavanagh. En 2003, il participe au Gala des Oliviers .

### Premier spectacle:Vulgaire
Ward produit son premier spectacle, Vulgaire, avec son gérant, Michel Grenier, dont un enregistrement paraît en 2001.

### Testostérone et Musique Plus
En 2003, Mike Ward participe à l'émission Testostérone sur les ondes de TQS. Par la suite, il apparaît dans le Mike Ward Show et L'Gros Show, des séries diffusées sur le réseau MusiquePlus. 
En 2006, il se place en première position au Top 5 anglo de MusiquePlus pour sa reprise de The Final Countdown du groupe Europe, ce qui lui vaut d'être intronisé au Temple de la renommée de L'ultime combat des clips de la chaîne. 
Cette même année marque la sortie de la première saison de L'Gros Show en DVD. Il reçoit un DVD de platine l'année suivante, pour la vente de plus de 15 000 exemplaires. En 2014, Ward anime Ce show.., toujours à Musique Plus. L'émission ne dure qu'une demi-saison, mais sera remaniée pour donner le Mike Ward Show, une émission de variétés diffusée sur Télétoon la nuit.
Ward crée avec l'humoriste Patrick Groulx le duo Simon et Henri.

### Deuxième spectacle:Haïssable
En 2004, Ward présente le one-man-show Haïssable, mis en scène par Patrick Saucier. En 2006, il reçoit un « billet d'or » pour plus de 50 000 billets vendus. La captation du spectacle devant public au Spectrum fait l'objet du premier DVD de l'artiste, qui comprend également un montage du Mike Ward Show.

### Troisième spectacle:Mike Ward s'eXpose
Pour son spectacle s'eXpose, Ward fait appel à Francois Avard pour la script-édition. L'un des numéros est inspiré d'un séjour en Afghanistan, effectué par Ward pour jouer son spectacle devant des militaires canadiens.

### Quatrième spectacle:Chien
Pour ce spectacle, Mike Ward est seul comme auteur et script édition. La tournée de ce spectacle se termine en mai 2016.

### Cinquième spectacle:Noir
Le 27 mars 2019 est la première de 25 représentations du spectacle Noir de Mike Ward au Club Soda à Montréal,.

### Sixième spectacle:Modeste
Le spectacle débute officiellement le 26 janvier 2024, au Club Soda à Montréal, après deux dates de rodage, les 17 et 18 janvier au Vieux Clocher de Magog.

### FestivalJust For Laughset spectacle en anglais
En 2008, Mike Ward fait équipe avec les humoristes Maxim Martin et Derek Séguin pour présenter le spectacle French Comedy Bastards au festival Just For Laughs. Ward anime le Nasty Show du Festival Just For Laughs à deux reprises. L'édition 2015 est présentée sur le réseau américain Showtime et dans une cinquantaine de cinémas au Canada. En 2012, Ward présente son one-man-show en anglais Pedophile Jokes & Death Threats au Zoofest, à travers de nombreux humoristes de la relève. Ce spectacle est une adaptation anglophone de s'eXpose.

### GalaLes Olivier
En 2016, le numéro qui doit être présenté par Ward et Guy Nantel est retiré de la programmation du Gala Les Olivier, sous la pression des avocats de la chaîne Radio-Canada. Les humoristes présentent leur numéro au Bordel, le diffusent sur YouTube et boycottent le gala,. Ward reçoit l'Olivier de l’humoriste de l'année au cours du gala, et des humoristes montent sur scène, portant un masque avec une croix rouge sur la bouche, en signe de solidarité. 
La même année, Ward devient le premier Québécois à recevoir le prix Comedic Artist of the Year au Canadian Comedy Awards. Dans les années passées, ce prix fut notamment remporté par Seth Rogen, Mike Myers et Russell Peters.

## Activités caritatives
En décembre 2012, Ward organise un spectacle-bénéfice au profit de Rémy Couture. Ce maquilleur d'horreur est accusé de corruption de mœurs après la diffusion de certaines images de son travail, jugées obscènes. Un mois plus tard, Couture est acquitté.[réf. nécessaire]
Depuis 2013, Ward organise annuellement Mike Ward le Magnifique, un spectacle visant à ramasser des fonds pour Alain Gaudet, un homme atteint d'amyotrophie spinale type III.
En 2014, Ward participe à un échange artistique entre le Québec et Haïti. Il fait don de son cachet pour un spectacle à Port-au-Prince à la Maison des Anges, un orphelinat local.
En 2015, Ward reçoit le prix Antoine du ComediHa! Fest-Québec pour son initiative.
En 2021, Mike Ward fait construire 25 mini-maisons pour des sans-abri, afin de les aider à lutter contre le froid hivernal.
Il avait offert gratuitement ces 25 mini-maisons à la ville de Montréal qui avait décliné son offre. Sur Facebook, la mairesse de Montréal, Valérie Plante, avait répondu à l’humoriste que ce n'étaient pas les places au chaud qui manquaient à Montréal, mais « les personnes pour opérer les ressources destinées à […] ceux en situation d’itinérance ». À Drummondville, l’offre de Mike Ward est accueillie par l’association de l’Ensoleilvent, qui en prendra vingt. Les cinq autres abris sont à Victoriaville, installés sur un terrain de la Ville géré par l’organisme Répit-Jeunesse.

## Carrière internationale
En avril 2008, Mike Ward se produit à la Cité Internationale des Congrès de Nantes et au Zénith à Paris. 
L'année suivante, il joue au festival Paris fait sa comédie. En 2016, il lance un documentaire, réalisé par Louis Delisle, intitulé Mike Ward : le docu. On peut y suivre Ward et son équipe, dans une mini-tournée improvisée qui les emmène en Suisse, en Espagne, en Allemagne, aux Pays-Bas et en France.
En 2016, Ward présente le spectacle Freedom of Speech isn't Free, traitant de la liberté d'expression, au Gilded Balloon, dans le cadre du Edinburgh Festival Fringe en Écosse. La même année, Ward donne quelques représentations de son spectacle en Chine.
Ward confie dans un podcast qu'après l'affaire Jérémy Gabriel, il craint les représailles juridiques au Canada, en raison de la vulgarité de son stand-up, et qu'il se tourne vers les États-Unis. Il fréquente régulièrement le Stand à New York et participe à l'enregistrement de podcasts animés par des humoristes américains, dont WTF avec Marc Maron, le Anthony Cumia Show, le Artie Quitter Podcast avec Artie Lange et le podcast du Comedy Cellar.

## Le Bordel Comédie Club

Le Bordel Comédie Club logo.

Le 10 avril 2015, les humoristes François Bellefeuille, Laurent Paquin, Louis-José Houde, Charles Deschamps, Martin Petit et Mike Ward ouvrent Le Bordel comédie club, qui se situe dans les locaux d'un ancien bordel de la rue Ontario à Montréal. Le club de 120 places propose une formule de spectacle où cinq humoristes, dont le nom n'est pas dévoilé à l'avance, se succèdent pour offrir un spectacle d'une heure et demie.

## Podcast

### Mike Ward Sous Écoute
En 2011, Mike Ward lance le podcast Mike Ward Sous Écoute, diffusé et enregistré sur Skype.
En 2015, le podcast revient avec une nouvelle formule de Sous Écoute, enregistrée devant le public du Bordel comédie club. Le podcast récolte environ 1,5 million de visionnements et de téléchargements par mois. Avec 400 000 écoutes uniques par semaine, 90 292 789 téléchargements, et plus de six milliards d’écoutes depuis le début du podcast, Sous écoute est l'un des podcasts francophones les plus écoutés au monde. En mai et juin 2023, Ward effectue une tournée dans plusieurs pays francophone d'Europe.

#### Record Guinness
Le vendredi 22 juillet 2022, Mike Ward établit un record Guinness sur la scène du Centre Bell en enregistrant son podcast Mike Ward Sous Écoute devant 21 131 spectateurs.
Il  était accompagné de Jean-Thomas Jobin comme coanimateur. Christine Morency et les Denis Drolet sont les invités du premier podcast, et Marie-Lyne Joncas, Martin Matte et Stéphane Rousseau du second.

### Mike Ward is Full of Crap
En 2016, Mike Ward lance le podcast anglophone Mike Ward is Full of Crap, pour lequel il enregistre vingt-quatre épisodes.

### 2 Drink Minimum
En 2018, Ward lance 2 Drink Minimum, un nouveau podcast en anglais, coanimé avec l'humoriste montréalais Pantelis Palioudakis, diffusé sur la chaine numérique privée Compound Media.

## Controverses
En 1999, Mike Ward s'empare du trophée de l'humoriste de la relève devant être remis à Martin Matte.

### Cédrika Provencher
En 2008, lors d'un gala Juste pour rire animé par l'humoriste Jean-Marc Parent, Ward fait une blague sur Revenu Québec impliquant Cédrika Provencher et provoque la controverse.

### Langage utilisé dans Cliptoman
En 2013, une plainte est déposée par une téléspectatrice contre la chaîne Musique Plus, en raison du langage tenu par Ward dans son émission Cliptoman. Le Conseil canadien des normes de télévision (CRTC) rend une décision contre la chaîne pour avoir omis d'émettre des avertissements après les pauses publicitaires.

### Affaire Ward c. Québec (Commission des droits de la personne et des droits de la jeunesse)
En 2015, la Commission des droits de la personne et des droits de la jeunesse, entame une poursuite judiciaire contre Ward, en raison des propos, dans son spectacle Mike Ward s'eXpose, concernant le jeune chanteur Jérémy Gabriel atteint du syndrome de Treacher Collins. Le 16 janvier 2019, la Cour d'appel entend les arguments de l'humoriste.
La décision de novembre 2019 annule le paiement à la mère du plaignant. Ward fait appel à la Cour suprême du Canada, qui accepte, en juillet 2020, d'entendre la cause. L'audition a lieu au mois de février 2021.
Le 29 octobre 2021, la Cour suprême du Canada donne raison à Mike Ward au motif suivant : M. Ward n’a pas choisi Jérémy Gabriel à cause de son handicap, mais parce qu’il est une personnalité publique. Ses propos exploitent, à tort ou à raison, un malaise en vue de se divertir. Situés dans leur contexte, ses propos ne peuvent être pris au premier degré.
Le 1er février 2022, la famille Gabriel dépose une nouvelle poursuite pour 372 600 $ contre Mike Ward, mais cette fois-ci, au civil.
Le 30 mai 2022, la juge Manon Gaudreault rejete la poursuite. Elle constate que le délai d'un an pour déposer une plainte en diffamation est dépassé.

## Filmographie

### Télévision
- 2002 : Testostérone
- 2004 : Le Mike Ward Show
- 2005 : L'Gros Show 1: Chabot
- 2005 : Caméra Café (un épisode, Jimmy Shaft)
- 2010- 2014: CliptoMan
- 2014 : Série noire (de François Létourneau et Jean-François Rivard) : Marc Arcand
- 2015 : Nasty Show
- 2015 : Ce show avec Mike Ward
- 2016 : Le Mike Ward Show

### DVD
- 2004 : Les meilleurs moments.Testostérone. Spécial Mike Ward
- 2006 : L'Gros Show (Saison 1)
- 2006 : L'Gros show (Saison 2)
- 2009 : Haïssable
- 2013 : Mike Ward s'eXpose

### Albums
- 2001 : Vulgaire
- 2016 : Pedophile Jokes & Death Threats

### Radio et podcast
- 1996 -1998: Les grandes gueules : auteur
- 2001- 2002 : Les Mecs comiques : chroniqueur
- 2004 - 2005 : Les grandes gueules : remplacement
- 2007 - 2009  : Midi Morency : chroniqueur
- 2011-Auj. : Mike Ward sous écoute
- 2015-2017 : Éric et les Fantastiques : chroniqueur
- 2018-Auj. : 2 Drink Minimum[26]

### Cinéma
- 2016 : The Comedian's Guide to Survival : lui-même[32]

## Prix
- 2002 : Révélation Juste pour rire
- 2002 : Révélation Grand Rire Bleue
- 2005 : Olivier Performance scénique de l'année
- 2006 : Gémeaux Meilleure interprétation: Humour
- 2012 : Victor Numéro de l'année (Festival Juste pour rire)
- 2015 : Antoine (ComediHa! Fest-Québec)
- 2016 : Canadian Comedy Award for Comedic Artist of the Year
- 2016 : Oliver Meilleure série web
- 2016 : Olivier Humoriste de l'année [33]
- 2017 : Olivier Meilleur podcast
- 2018 : Olivier Meilleur podcast
- 2019 : Olivier Humoriste de l'année
- 2019 : Olivier Spectacle d'humour de l'année
- 2019 : Olivier Auteur de l'année
- 2019 : Olivier Meilleur podcast